# Имипрамин
Имипрамин (лат. Imipraminum) — один из основных представителей трициклических антидепрессантов, наряду с амитриптилином. Исторически это один из первых антидепрессантов, однако в связи с высокой эффективностью и клинической ценностью он применяется до сих пор. Тимоаналептическое (антидепрессивное) действие сопровождается у него психостимулирующим эффектом.

## История
Имипрамин был разработан в конце 1950-х годов компанией Ciba-Geigy (в настоящее время Novartis). 
Он оказался очень эффективен в клинических испытаниях, даже в случаях наиболее тяжёлой депрессии. В связи с этим понятно, почему имипрамин сравнительно часто вызывает маниакальные и гипоманиакальные реакции, особенно при лечении биполярного расстройства. По оценке западных исследователей, вероятность возникновения мании либо гипомании при лечении имипрамином БАР I типа составляет около 25 %. Такой мощный антидепрессивный эффект особенно полезен при лечении резистентных депрессий.
Появление новых классов антидепрессантов, таких как СИОЗС, дало сейчас врачам бо́льшую свободу выбора в тех случаях, когда побочные эффекты имипрамина плохо переносятся пациентами.

## Фармакодинамика
По механизму действия имипрамин представляет собой ингибитор обратного захвата моноаминов-нейромедиаторов. Это действие не является избирательным: он одновременно блокирует захват норадреналина, дофамина, серотонина и других нейромедиаторов, что приводит к их накоплению в синаптической щели и в результате к усилению их физиологического эффекта. Обладает также холинолитической активностью.
Препарат способствует уменьшению тоски, улучшению настроения (тимолептический эффект), появлению бодрости, уменьшению двигательной заторможенности, повышению психического и общего тонуса организма.

## Фармакокинетика
При пероральном употреблении хорошо всасывается (биодоступность 30—77 %), максимальная концентрация в плазме крови наступает через 1—2 ч после перорального и через 30—60 мин после внутримышечного введения. Время полувыведения составляет от 4 до 24 ч, что требует индивидуального подбора дозировки в процессе постепенного повышения дозы.

## Показания
Применяют имипрамин при депрессивных состояниях различной этиологии, особенно при астенодепрессивных состояниях, сопровождающихся моторной и идеаторной заторможенностью, в том числе при эндогенной депрессии, инволюционной, климактерической депрессии, реактивной депрессии, депрессивных состояниях при расстройствах личности и неврозах, а также при алкогольных депрессиях. В случаях тяжёлой депрессии обычно применяется как препарат второго ряда. Также применяется при нарколепсии, имеет ограниченное применение в лечении мигрени, СДВГ, последствий сотрясения головного мозга. Имипрамин может быть назначен для лечения панических атак
и хронических болей.

## Способ применения и дозы
Как правило, имипрамин назначают внутрь после еды, начиная с 75—100 мг в день, затем дозу повышают ежедневно на 25 мг и доводят её до 200—250 мг/сут. При наступлении антидепрессивного эффекта дальнейшее увеличение дозировки не рекомендуется. В отдельных резистентных случаях и при отсутствии побочных явлений применяют до 300 мг в день. Длительность лечения составляет в среднем 4—6 недель; затем дозу постепенно понижают (на 25 мг каждые 2—3 дня) и переходят на поддерживающую дозировку (обычно она составляет 25 мг 1—4 раза в день).
Лечение имипрамином должно проводиться под наблюдением врача. Следует иметь в виду, что наряду с уменьшением депрессии и повышением активности могут усиливаться бред, тревога, галлюцинации.
При необходимости (при депрессии у больных шизофренией, инволюционной меланхолией, в случаях тревожной ажитации и др.) имипрамин можно комбинировать с нейролептиками.
При тяжёлых депрессиях в условиях стационара можно применять комбинированную терапию — внутримышечные инъекции, которые затем заменяют приёмом препарата внутрь. Иногда начинают с «ударных доз»: 100—150 мг внутримышечно или 200—250 внутрь; затем по мере наступления антидепрессивного эффекта дозу постепенно понижают.
Дозы имипрамина должны быть меньше для детей и лиц пожилого возраста. Лицам пожилого возраста имипрамин назначают начиная с 10 мг 1 раз в сутки, постепенно увеличивая дозу в течение 10 дней до 30—50 мг и более — до оптимальной для данного больного дозы с учётом побочных эффектов препарата.
Высшие дозы для взрослых внутрь: разовая 100 мг, суточная 300 мг; внутримышечно: разовая 50 мг, суточная 200 мг.

### Применение в детском возрасте
В педиатрической практике имипрамин иногда назначают (в малых дозах) при ночном испуге и при лечении функционального ночного энуреза. Механизм действия, вероятно, связан с тем, что сон при приёме имипрамина становится менее глубоким. Аналогичный эффект могут оказывать и другие антидепрессанты, у которых тимолептическое действие сочетается со стимулирующим влиянием на ЦНС.
Детям назначают внутрь, начиная с 10 мг 1 раз в день; постепенно в течение 10 дней увеличивают дозу детям в возрасте от 1 года до 7 лет до 20 мг, от 8 до 14 лет — до 20—50 мг, старше 14 лет — до 50 мг и более.

### Особые указания
Преждевременная и/или резкая отмена препарата может привести к возникновению либо к возобновлению депрессии, с риском развития резистентности; также возможен синдром отмены (тревога, беспокойство, потливость, тошнота, рвота и пр.). Поэтому отменять имипрамин следует постепенно, после полной ремиссии депрессивной симптоматики.
Во время лечения запрещается употребление спиртных напитков. Рекомендуется контроль состава крови и функций печени. У больных сахарным диабетом необходимо скорректировать дозу пероральных гипогликемических препаратов (как, например, метформина) соответственно уровню глюкозы крови. В начальном периоде лечения следует отказаться от вождения транспорта и другой потенциально опасной деятельности.

## Побочные эффекты
Расстройства сна, усиление страха, беспокойство и возбуждение, вплоть до тяжёлых состояний психомоторного возбуждения. Возможна активация психотических симптомов и агрессивности при эндогенных психических расстройствах. Способствует инверсии фазы (развитию мании или гипомании) при биполярном аффективном расстройстве. Так как при лечении имипрамином возможно усиление или появление бессонницы, при терапии депрессии рекомендуется принимать его в первую половину дня (до 15—16 ч).
К возможным побочным явлениям при лечении имипрамином относятся также головные боли, головокружение, потливость, сердцебиение, диспепсия и гастралгии, агранулоцитоз, нарушения функции печени, шум в ушах, увеличение молочных желез, тремор, дизартрия, судороги, нарушение координации движений, парестезии, галакторея, снижение либидо, фотосенсибилизация. Могут развиваться холинолитические побочные эффекты (сухость во рту, нарушение аккомодации, задержка мочеиспускания, запоры, спутанность сознания, нарушения памяти, тахикардия), ортостатическая гипотензия, атриовентрикулярная блокада, экстрасистолия, колебания артериального давления; частым побочным эффектом является также повышение массы тела. Имипрамин снижает порог судорожной активности. Иногда наблюдаются аллергические реакции, эозинофилия и временный лейкоцитоз. Может развиваться холестатическая желтуха. В редких случаях могут развиваться ишемия сердца, инфаркт.
Имипрамин, обладая выраженным стимулирующим эффектом, способен, как и другие стимулирующие антидепрессанты, усиливать тревожный аффект в структуре психического расстройства, утяжелять состояние пациентов при сложных по структуре психических синдромах. Это может приводить к усилению суицидальной готовности пациентов. При простых депрессивных симптомах (т. е. наиболее типичных формах депрессии, протекающих без тревоги и возбуждения, с характерной триадой симптомов в виде сниженного, тоскливого настроения, психомоторного и интеллектуального торможения) имипрамин способствует уменьшению психической заторможенности, что может привести к аутоагрессивным действиям также и у этих пациентов.
Иногда применение имипрамина приводит к развитию делирия, в очень редких случаях — слуховых галлюцинаций на фоне ясного сознания; также в очень редких случаях — ступора, сходного с кататоническим.
При невротических депрессиях и реакциях психалгии под воздействием имипрамина может усиливаться тревога, возникать тасикинезия, акатизия, «скачка идей». У пациентов при этом возникает мучительное немотивированное непреодолимое желание действовать. В этом состоянии вероятность самоубийства многократно возрастает.
При парентеральном введении растворы имипрамина иногда оказывают раздражающее действие на ткани.

### Маниакальный синдром
Клиника маниакального синдрома, индуцированного приёмом имипрамина, может существенно не отличаться от обычных проявлений маниакальной фазы при биполярном аффективном расстройстве: пациенты чрезмерно деятельны, многоречивы, подвижны, настроение приподнятое, темп мышления ускорен, повышена отвлекаемость. Возможна также гневливая мания, проявляющаяся раздражительностью, гневливостью, агрессивностью.
Длительность маниакальных состояний, возникающих на фоне приёма имипрамина, различна. Они могут быть кратковременными, заканчиваться в течение суток или даже через несколько часов после прекращения приёма препарата. Но у части пациентов маниакальные состояния могут стать затяжными и длиться несколько месяцев, несмотря на отмену имипрамина и назначение препаратов для лечения мании.
Хотя многие из пациентов, у которых смена депрессивной фазы маниакальной произошла под влиянием терапии имипрамином, действительно страдают биполярным аффективным расстройством (особенно это касается тех, у кого маниакальное состояние сохраняется длительное время после отмены антидепрессанта), у немалой части больных развитие мании обусловлено лишь приёмом антидепрессанта. Для мании, индуцированной имипрамином, нередко характерно преобладание раздражительности, конфликтности, иногда ощущение чуждости веселья, но эта картина не специфична, и при обследовании конкретного пациента на основании одних лишь особенностей психопатологических проявлений мании нельзя решить вопрос о том, что в большей степени явилось её причиной.

### Передозировка
При передозировке препарата могут отмечаться бессонница, возбуждение. Для имипрамина характерна высокая летальность при передозировке.

## Взаимодействия
Имипрамин нельзя назначать одновременно с ингибиторами МАО или непосредственно после прекращения их приёма. Препарат можно принимать через 1—2 нед после отмены ингибиторов МАО, начиная с малых доз (0,025 г в сутки). Нельзя сочетать имипрамин с резерпином; не рекомендуется сочетать с антидепрессантами СИОЗС флуоксетином, пароксетином и флувоксамином, а также с атипичным нейролептиком клозапином. Повышает концентрацию СИОЗС.
Совместный приём имипрамина и препаратов, угнетающих ЦНС, может вызвать опасную заторможенность, снижение антидепрессивного эффекта:119. Холинолитические, фенотиазиновые нейролептики, а также бензодиазепины усиливают антихолинергическое действие имипрамина. Сочетать имипрамин с фенотиазинами и бензодиазепинами нежелательно. При сочетании с фенотиазиновыми нейролептиками у пациентов позднего возраста может возникать тимонейролептический синдром. Клозапин при совместном приёме с имипрамином оказывает токсическое действие на ЦНС. Сочетанное применение имипрамина и препаратов лития может приводить к снижению судорожного порога:363.
Нельзя назначать имипрамин одновременно с препаратами щитовидной железы, фенитоином, адреноблокаторами, адреномиметиками, золпидемом. При совместном применении с адреномиметиками усиливается психостимулирующее действие имипрамина; имипрамин может препятствовать гипотензивному эффекту адреноблокаторов. При сочетании имипрамина и клонидина есть риск развития гипертонического криза, при сочетании имипрамина и метилдопы эффект метилдопы может снижаться. Имипрамин снижает эффективность фенитоина, при данном сочетании могут возникать эпилептиформные приступы. Тиреоидные препараты усиливают психостимулирующий эффект имипрамина; кроме того, при совместном приёме тиреоидных препаратов и имипрамина могут возникать нарушения сердечного ритма. Нарушения сердечного ритма возможны и при сочетании имипрамина и прокаинамида, имипрамина и хинидина:363—364.
М-холиноблокаторы повышают центральную холинолитическую и седативную активность имипрамина:363. Имипрамин усиливает антигистаминный эффект антигистаминных препаратов. В сочетании с циметидином он способен вызвать выраженную сухость во рту, нарушение зрения, задержку мочи, учащение сердцебиения, ортостатический коллапс:119. Совместное применение имипрамина и ацетилсалициловой кислоты может приводить к опасному повышению его концентрации в крови:115. При сочетанном применении имипрамина с гормональными контрацептивами может усиливаться депрессия. Дисульфирам при одновременном приёме с имипрамином способен вызывать делирий. Сочетанный приём леводопы и имипрамина может обусловливать повышение артериального давления, фуразолидона и имипрамина — внезапное сильное повышение артериального давления:363.
Опиоидные анальгетики в сочетании с имипрамином вызывают опасную заторможенность. Никотин усиливает действие имипрамина:363. Приём алкоголя совместно с имипрамином строго противопоказан и вызывает опасные для жизни состояния, увеличение концентрации препарата и усиление всех побочных эффектов, сильную тошноту, рвоту, сильную головную боль, повышение давления, потерю сознания, сердечные приступы, инсульт, инфаркт, кому, смерть.

## Противопоказания
Препарат противопоказан при повышенной чувствительности к имипрамину и другим трициклическим антидепрессантам, беременности, кормлении грудью, возрасте менее 2 лет, острых заболеваниях и декомпенсациях хронических заболеваний внутренних органов (печени, почек, сердечно-сосудистой системы, обострение язвенной болезни, гипертония 3 степени), кроветворных органов (возможность лейкопении и агранулоцитоза), при атеросклерозе, сахарном диабете, тиреотоксикозе, в остром периоде инфаркта миокарда, при ишемической болезни сердца, тахикардии, застойной сердечной недостаточности, гипертрофии предстательной железы, атонии мочевого пузыря, закрытоугольной глаукоме, повышенной судорожной готовности, активной фазе туберкулёза лёгких, феохромоцитоме, нейробластоме, инфекционных заболеваниях, расстройствах мозгового кровообращения. Применение имипрамина в период беременности может привести к тяжёлым последствиям для плода: нарушениям со стороны органов дыхания, дефектам конечностей, тахикардии, задержке мочи, неонатальному дистресс-синдрому.
Осторожность необходима при эпилепсии, так как имипрамин может повысить готовность к судорожным реакциям.

### Применение при глаукоме
В связи с холинолитической активностью имипрамина специально изучался вопрос о допустимости его применения при глаукоме. Имипрамин и другие трициклические антидепрессанты повышают внутриглазное давление только в глазах с локальным анатомическим предрасположением — узким углом передней камеры. При открытоугольной глаукоме приём этих препаратов к повышению внутриглазного давления, как правило, не приводит.
Тем не менее и при открытоугольной глаукоме лечение трициклическими антидепрессантами должно проводиться под регулярным контролем офтальмолога. Предпочтительно пользоваться антидепрессантами, не обладающими холинолитической активностью (например, пиразидол, азафен, СИОЗС и другие не антихолинергические антидепрессанты). 